# ГАЕС Шеньчжень
ГАЕС Шеньчжень (深圳抽水蓄能电站) — гідроакумулювальна електростанція на півдні Китаю у провінції Гуандун, розташована на східній околиці міста Шеньчжень.
Як нижній резервуар станції використали водосховище Tóngluójìng, розташоване на струмку, що відноситься до сточища річки Даншуй (впадає ліворуч до Xizxi незадовго до впадіння останньої так само ліворуч до Дунцзян – східної складової річкової системи Чжуцзян). В межах проекту ГАЕС його реконструювали, довівши об’єм в до 24 млн м3 (корисний об’єм 16,3 млн м3). Наразі цю водойму із припустимим коливанням рівня поверхні в операційному режимі між позначками 60 та 80 метрів НРМ утримує гребля висотою 53 метра.
Верхній резервуар станції створили на горі, яка відділяє верхів’я Даншуй від затоки Південно-Китайського моря Мірс-Бей (омиває зі сходу територію Гонконгу). Тут спорудили головну греблю із ущільненого котком бетону висотою 58 метрів та довжиною 335 метрів та п’ять допоміжних споруд висотою  від 11 до 30 метрів і загальною довжиною 927 метрів. Разом вони утримують водосховище із площею поверхні 0,64 км2, об’ємом 9,8 млн м3 (корисний об’єм 8,3 млн м3) і коливанням рівня поверхні у операційному режимі між позначками 502 та 526,8 метра НРМ.
Резервуари розташовані на відстані понад 4 км один від одного та з’єднані між собою та з підземним машинним залом тунельною трасою діаметром основної частини 9,5 метра (подача та відведення ресурсу безпосередньо до/від гідроагрегатів здійснюється по патрубках з діаметром 4/4,5 метра). В системі також працюють два вирівнювальні резервуари – по одному на підвідній та відвідній ділянці траси.
Основне обладнання станції становлять чотири оборотні турбіни типу Френсіс потужністю по 300 МВт, які використовують напір у 448 метрів та мають проектну виробітку 1511 млн кВт-год електроенергії на рік при споживанні 1955 млн кВт-год. 
Зв’язок із енергосистемою забезпечується за допомогою ЛЕП, розрахованою на роботу під напругу 220 кВ.